# 素敵な今晩わ
素敵な今晩わ（すてきなこんばんわ）は、1965年に松竹が制作、公開した野村芳太郎監督の映画。クレージーキャッツ第四の男といわれる犬塚弘の初主演映画。

## ストーリー
自動車教習所の指導員である浜村大介は、あまりパッとしないせいか相手にしてくれる女性はいなかった。ある日大介は仔犬"チビ"を拾った。チビを抱いて寝るのが習慣となった大介は、やがて毎晩美女の登場する楽しい夢ばかり見るようになった。そんなある日、チビが突如家出をしてしまった・・・

## スタッフ
- 制作：杉崎重美
- 監督・脚本：野村芳太郎
- 脚本：馬場当
- 撮影：川又昻
- 美術：熊谷正雄
- 音楽：平岡精二、平岡精二とクインテット

## キャスト
- 浜村大介：犬塚弘
- 野島：桜井センリ
- 牧師：石橋エータロー
- 伯父さん：ハナ肇
- 志藤由利子・園田亜希子：岩下志麻
- 照代：中村晃子
- 立花久子：楠侑子
- 美代子：呉恵美子
- 京極利枝：村田知栄子
- 武田：穂積隆信
- 美容院のおばさん：武智豊子
- 正太郎（美容院のおじさん）：渡辺篤
- 赤木部長：田武謙三
- 森口：江幡高志

## 同時上映
- 『裸の青春』